# Samba jazz
Samba jazz (o samba-jazz), también conocido como Jazz samba (especialmente en Estados Unidos) o Hard bossa nova, es un subgénero musical en gran medida instrumental del samba que surgió dentro de la bossa nova entre finales de los años cincuenta y principios de los sesenta.  
El estilo consolidó la aproximación del samba brasileño con el jazz estadounidense, , especialmente el bebop y el hard bop, corrientes de jazz entonces muy experimentadas por los músicos brasileños en gafieiras y ambientes de clubes nocturnos, especialmente en Río de Janeiro .  
Con su formación inicial basada en piano, contrabajo y batería, poco a poco el samba-jazz fue absorbiendo grupos instrumentales más amplios. 
A diferencia de la bossa nova, que es un estilo de samba caracterizado por su espíritu íntimo, su sonido suave y su contención de elementos sonoros, el samba-jazz tiene muchos componentes presentes en la improvisación y estridencia muchos componentes. Sin embargo, a medida que la bossa nova se hizo conocida, el samba-jazz en sí mismo se vio favorecido por el repertorio de bossa nova y toda una generación de instrumentistas influenciados por el jazz estadounidense, como Sérgio Mendes, J. T. meirelles, Edison Machado, Dom Um Romão, Zimbo Trio, Tamba Trio, Milton Banana Trio, Jongo Trio, entre otros, comenzaron a involucrarse con la nueva forma de hacer samba liderada por João Gilberto.